# Valea Poienii (okręg Prahova)
Valea Poienii – wieś w Rumunii, w okręgu Prahova, w gminie Valea Călugărească. W 2011 roku liczyła 326 
mieszkańców.